# Schoutedenomyia leclercqi
Schoutedenomyia leclercqi är en tvåvingeart som beskrevs av Lyneborg 1976. Schoutedenomyia leclercqi ingår i släktet Schoutedenomyia och familjen stilettflugor.
Artens utbredningsområde är Kongo. Inga underarter finns listade i Catalogue of Life.